# Hsien-Ko
(Hsien-Ko nella serie animata Night Warriors: Darkstalkers' Revenge, secondo episodio)
Hsien-ko, il cui nome originale giapponese è Lei-Lei, è un personaggio immaginario appartenente all'universo videoludico di Darkstalkers, più precisamente nel seguito diretto, Darkstalkers: Night Warriors' Revenge, videogioco di tipo picchiaduro 2D prodotto e distribuito dalla Capcom nel 1995.

## Storia
Nata nel 1730 assieme alla gemella Mei-Ling (Shao LingLing nella versione nipponica), perde la madre poco dopo aver compiuto i diciotto anni, sacrificatasi per la salvezza del suo popolo, liberando tutto il ki in lei per l'eliminazione di spiriti malvagi (presupposti essere comandati da Pyron, essere interuniversale).
Per salvare la madre, decidono di praticare il Tensei-no-Jutsu per preservare almeno la sua anima, ma invece utilizzano l'Igyo Tenshin-no-Jutsu, che fallirà e manderà in un limbo l'anima della madre.
Entrambe divengono Jiāngshī (in cinese 僵屍, in giapponese kyonshī, cioè "cadaveri indeformabili"), una specie di vampiro cinese (risucchiano chi invece di sangue): ottengono dunque poteri ed abilità speciali che facilitano loro molti compiti.
Mei-Ling si trasmuta ogni volta in un sigillo cartaceo sul cappello di Hsien-ko, mentre quest'ultima diviene la macchina assassina, tale solo se con la fascia penzolante dal cappello.
Senza la sorella a controllarne le azioni, i poteri di Hsien-ko sono nulli: eccezione in Darkstalkers 3, dove si separano per unirsi in un duo, nella "Dark Mode". Nell'anime, invece, Hsien-ko ha più autocontrollo, eventualmente incitata dalle parole della sorella.
Le due ragazze riescono  nel loro scopo, salvare l'anima della madre, ma entrambe decedono. Tuttavia rinasceranno umane da due genitori benestanti, come ricompensa per il loro coraggio e l'amore immenso mostrato per la madre.
In Vampire Savior, reincarnate in due umane e vivendo felici, raggiunti i sedici anni, entrambe sognano qualcosa di strano, e le loro anime vengono trasportate nel controverso "Reame Oscuro".
Ritrovatesi in vesti ambigue, man mano che il tempo passa cominciano a frammentarsi tutti gli avvenimenti della loro vita passata. Ritornate di nuovo "caccia vampiri", esse si avventurano alla ricerca di un portale, per rimpatriare nel loro mondo.
Al termine delle vicende, vengono sommerse dalle tenebre, ma lo spirito puro della madre le salva, permettendo loro la continuità di una vita normale nel mondo umano.

## Aspetto
Hsien-ko appare come una ragazza dalle normali fattezze, alta 1,64 metri e pesante 48 kilogrammi: unico dettaglio a differenziarla dagli umani è la sua pelle bluastra.
Indossa un cappello color porpora, tipicamente cinese, con una singola striatura gialla orizzontale ed un pomello al culmine.
Sulla sua fronte la sorella, in caso di duelli, si incolla, dapprima mutata in un foglio magico.
Indossa una sottoveste uniblocco viola, su cui pone una brusa porpora e, all'altezza dei fianchi, indossa una fascia gialla. Le scarpe sono ballerine nere.
Una volta che la sorella muta nel foglio propiziatore, Hsien-ko può far comparire dall'interno della sua veste le più disparate armi, con cui arrecare danno agli avversari.

## Apparizioni
- Pocket Fighter
- Puzzle Fighter
- Capcom Fighting Evolution
- Namco × Capcom
- Project X Zone